# リポートあいち
『リポートあいち』は、東海テレビで放送された愛知県の行政広報番組（ミニ番組）。

## 概要
- 東海テレビのアナウンサーが、毎回、愛知県のイベントや施設をリポートしながら、県の取組や事業などを紹介する。次番組はSKE48のあいちテル!。

## 放送時間
- 毎週土曜 17:54 - 18:00 (JST) 。(開始～2001年3月31日まで)
- 毎週土曜 17:26 - 17:30 (2001年4月7日～2011年3月26日まで）

## 出演者
- 成宮裕子
- 狩野優子
- 成嶋早穂
- 三浦茉莉
- 清水亜里沙

| スタブアイコン | サブスタブ | この項目は、まだ閲覧者の調べものの参照としては役立たない、テレビ番組に関連した書きかけの項目です。この項目を加筆・訂正などしてくださる協力者を求めています（P:テレビ/PJ:放送または配信の番組）。 |